# Bradina intermedialis
Bradina intermedialis là một loài bướm đêm trong họ Crambidae.